# 小森麻実
小森 麻実（こもり まみ）は日本の漫画家、同人作家。

## 経歴
漫画同人誌「墨汁三滴」（活動休止）のメンバーであった。「墨汁三滴」は石ノ森章太郎を名誉会長とした「墨汁一滴」「墨汁二滴」の後継同人誌である。多くの会員が商業誌デビューを果たしている。その主なメンバーに、ひおあきら・すがやみつる・河あきら・細井雄二・ほしの竜一らがいる。
1975年、秋田書店の月刊プリンセス新年号「7日たったらイブ」でデビュー。小学館学年誌に読み切り作品掲載、小学館学年誌にコメディ連載。旺文社「小5コース」連載。
1975年と1977年に、藤子不二雄作の漫画の作画を担当している。
1976年、サンリオの新雑誌「リリカ」に連載
1978年には一年にわたり、「月刊プリンセス」の表紙を描く。後にレディースコミックに書き始めた際、再び表紙を描いている。
講談社の「少女フレンド」で、読み切り掲載、短期連載。
その後レディースコミックに移行。
秋田書店の「Eleganceイブ、白泉社の「Silky」などレディース誌に執筆。
大阪芸術大学キャラクター造形学科で准教授も務める。

## 作品
- リトベラのたて琴（「え　小森麻実」「原作　藤子不二雄」表記） - 小学館 小学四年生1976年2月号掲載（発売は1975年末。原作を担当したのは藤本弘）
- 宇宙人レポート サンプルAとB（「作／藤子不二雄」「画／小森麻実」表記） - 徳間書店「別冊問題小説」1977年7月号掲載（藤本弘が原稿用紙にコマ割りと文字を入れ、そこに小森が画を入れる形で執筆[2]）
- レディボーイ純 - 1984年 小学館 小学六年生10月号～2月号
- きらめいて真子 - 1985年 小学館 小学五年生3月号、小学六年生4月号～3月号
- 星空に飛べ - vivaプリンセス
- いちご見つけた - 1978年 秋田書店刊 コミックス
- タルトレットメッセージ - 1978年 秋田書店刊 コミックス「いちご見つけた」に収録
- バースデイ - 1978年 秋田書店刊 コミックス「いちご見つけた」に収録
- お気に召すまま - 1977年 プリンセス増刊号 ボニータ
- 夢はなに色？
- 恋はなに色？ - 秋田書店刊
- マコから計へ ｰ 秋田書店 プリンセス
- 三年坂をのぼったら ｰ 講談社 少女フレンド
- 恋人 ｰ 秋田書店 Eleganceイブ
- フローレス-無傷 - Eleganceイブ
- 黒い自白調書 - ミステリーボニータ
- 水の欲望 - 笠倉出版 「if」
- 雲の階段 - 笠倉出版 「if」
- ピリオド
- ずっと見ている - 竹書房
- zero
- もう愛に手が届く